# The Essential Michael Jackson
The Essential Michael Jackson es un álbum de grandes éxitos del cantante estadounidense Michael Jackson. Fue lanzado el 19 de julio de 2005 por Legacy Recordings en asociación con Epic Records. Los dos discos que trae el álbum contienen 38 canciones de Michael, desde sus primeros días con Motown Records hasta su hit de 2001, "You Rock My World". El 26 de agosto de 2008, el álbum fue relanzado bajo el nombre de The Essential Michael Jackson 3.0 en los Estados Unidos como una edición limitada. Esta edición incluía un disco más con 7 canciones cantadas por Michael. Una reedición fue planificada para ser lanzada en el Reino Unido, el 6 de julio de 2009, bajo el nombre de The Hits pero se canceló debido a la muerte del artista.
En el 2009 fue certificado como doble platino en los Estados Unidos, y se estiman unas ventas cercanas de las 7 millones de copias, siendo de esta forma, la línea más vendida de The Essential.

## Lista de canciones

### Edición norteamericana
| Disco 1 |                                                                                         |                                                                               |                                                                               |          |  |
| N.º     | Título                                                                                  | Escritor(es)                                                                  | Productor(es)                                                                 | Duración |  |
| 1.      | «I Want You Back» (interpretado por The Jackson 5)                                      | The Corporation (Berry Gordy, Freddie Perren, Deke Richards, Alphonzo Mizell) | The Corporation (Berry Gordy, Freddie Perren, Deke Richards, Alphonzo Mizell) | 2:58     |  |
| 2.      | «ABC» (interpretado por The Jackson 5)                                                  | The Corporation (Berry Gordy, Freddie Perren, Deke Richards, Alphonzo Mizell) | The Corporation (Berry Gordy, Freddie Perren, Deke Richards, Alphonzo Mizell) | 2:58     |  |
| 3.      | «The Love You Save» (interpretado por The Jackson 5)                                    | The Corporation (Berry Gordy, Freddie Perren, Deke Richards, Alphonzo Mizell) | The Corporation (Berry Gordy, Freddie Perren, Deke Richards, Alphonzo Mizell) | 3:05     |  |
| 4.      | «Got to Be There»                                                                       | Elliot Willensky                                                              | Hal Davis                                                                     | 3:25     |  |
| 5.      | «Rockin' Robin»                                                                         | Leon René (bajo el seudónimo de "Jimmie Thomas")                              | Mel Larson, Jerry Marcellino                                                  | 2:32     |  |
| 6.      | «Ben»                                                                                   | Walter Scharf, Don Black                                                      | The Corporation (Berry Gordy, Freddie Perren, Deke Richards, Alphonzo Mizell) | 2:46     |  |
| 7.      | «Enjoy Yourself» (interpretado por The Jacksons)                                        | Kenny Gamble, Leon Huff                                                       | Kenny Gamble, Leon Huff                                                       | 3:24     |  |
| 8.      | «Blame It on the Boogie» (interpretado por The Jacksons)                                | Mick Jackson, David Jackson, Elmar Krohn                                      | The Jacksons                                                                  | 3:30     |  |
| 9.      | «Shake Your Body (Down to the Ground)» (Single Version) (interpretado por The Jacksons) | Michael Jackson, Randy Jackson                                                | The Jacksons                                                                  | 3:46     |  |
| 10.     | «Don't Stop 'Til You Get Enough» (Single Version)                                       | Michael Jackson                                                               | Quincy Jones, Michael Jackson                                                 | 5:50     |  |
| 11.     | «Rock with You» (Single Version)                                                        | Rod Temperton                                                                 | Quincy Jones                                                                  | 3:23     |  |
| 12.     | «Off the Wall» (Single Version)                                                         | Rod Temperton                                                                 | Quincy Jones                                                                  | 3:46     |  |
| 13.     | «She's Out of My Life»                                                                  | Tom Bahler                                                                    | Quincy Jones                                                                  | 3:37     |  |
| 14.     | «Can You Feel It» (Single Version) (interpretado por The Jacksons)                      | Michael Jackson, Jackie Jackson                                               | The Jacksons, Greg Phillinganes                                               | 3:50     |  |
| 15.     | «The Girl Is Mine» (con Paul McCartney)                                                 | Michael Jackson                                                               | Quincy Jones, Michael Jackson                                                 | 3:42     |  |
| 16.     | «Billie Jean»                                                                           | Michael Jackson                                                               | Quincy Jones, Michael Jackson                                                 | 4:54     |  |
| 17.     | «Beat It»                                                                               | Michael Jackson                                                               | Quincy Jones, Michael Jackson                                                 | 4:18     |  |
| 18.     | «Wanna Be Startin' Somethin'» (Single Version)                                          | Michael Jackson                                                               | Quincy Jones, Michael Jackson                                                 | 4:17     |  |
| 19.     | «Human Nature» (Single Version)                                                         | Steve Porcaro, John Bettis                                                    | Quincy Jones                                                                  | 3:45     |  |
| 20.     | «P.Y.T. (Pretty Young Thing)»                                                           | James Ingram, Quincy Jones                                                    | Quincy Jones                                                                  | 3:59     |  |
| 21.     | «Thriller» (2003 Edit)                                                                  | Rod Temperton                                                                 | Quincy Jones                                                                  | 5:12     |  |
| 78:56   |                                                                                         |                                                                               |                                                                               |          |  |

| Disco 2 |                                                                     |                                                                                |                                 |          |  |
| N.º     | Título                                                              | Escritor(es)                                                                   | Productor(es)                   | Duración |  |
| 1.      | «Bad»                                                               | Michael Jackson                                                                | Quincy Jones, Michael Jackson   | 4:06     |  |
| 2.      | «I Just Can't Stop Loving You» (Radio Edit) (con Siedah Garrett)    | Michael Jackson                                                                | Quincy Jones, Michael Jackson   | 4:11     |  |
| 3.      | «Leave Me Alone»                                                    | Michael Jackson                                                                | Quincy Jones, Michael Jackson   | 4:39     |  |
| 4.      | «The Way You Make Me Feel» (Single Version)                         | Michael Jackson                                                                | Quincy Jones, Michael Jackson   | 4:26     |  |
| 5.      | «Man in the Mirror»                                                 | Siedah Garrett, Glen Ballard                                                   | Quincy Jones, Michael Jackson   | 5:18     |  |
| 6.      | «Dirty Diana»                                                       | Michael Jackson                                                                | Quincy Jones, Michael Jackson   | 4:40     |  |
| 7.      | «Another Part of Me» (Single Version)                               | Michael Jackson                                                                | Quincy Jones, Michael Jackson   | 3:46     |  |
| 8.      | «Smooth Criminal»                                                   | Michael Jackson                                                                | Quincy Jones, Michael Jackson   | 4:17     |  |
| 9.      | «Black or White» (Single Version)                                   | Michael Jackson, Bill Bottrell (letras de rap)                                 | Michael Jackson, Bill Bottrell  | 3:21     |  |
| 10.     | «Heal the World»                                                    | Michael Jackson                                                                | Michael Jackson, Bruce Swedien  | 6:24     |  |
| 11.     | «Remember the Time»                                                 | Michael Jackson, Teddy Riley, Bernard Belle                                    | Michael Jackson, Teddy Riley    | 3:59     |  |
| 12.     | «In the Closet» (Single Version) (con Princesa Estefanía de Mónaco) | Michael Jackson, Teddy Riley                                                   | Michael Jackson, Teddy Riley    | 4:48     |  |
| 13.     | «Who Is It» (Single Version)                                        | Michael Jackson                                                                | Michael Jackson, Bill Bottrell  | 3:59     |  |
| 14.     | «Will You Be There» (Radio Edit)                                    | Michael Jackson                                                                | Michael Jackson, Bruce Swedien  | 3:40     |  |
| 15.     | «Dangerous»                                                         | Michael Jackson, Bill Bottrell, Teddy Riley                                    | Michael Jackson, Teddy Riley    | 6:59     |  |
| 16.     | «You Are Not Alone» (Album Edit)                                    | R. Kelly                                                                       | Michael Jackson, R. Kelly       | 4:55     |  |
| 17.     | «You Rock My World» (Album Edit)                                    | Michael Jackson, Rodney Jerkins, Fred Jerkins III, LaShawn Daniels, Nora Payne | Michael Jackson, Rodney Jerkins | 5:08     |  |
| 78:50   |                                                                     |                                                                                |                                 |          |  |

##### Edición Limitada 3.0
| Disco 3 |                                          |                                                         |                                             |          |  |
| N.º     | Título                                   | Escritor(es)                                            | Productor(es)                               | Duración |  |
| 1.      | «Can't Get Outta the Rain»               | Michael Jackson, Quincy Jones                           | Quincy Jones, Michael Jackson               | 4:06     |  |
| 2.      | «Say Say Say» (dueto con Paul McCartney) | Michael Jackson, Paul McCartney                         | George Martin                               | 3:55     |  |
| 3.      | «Jam» (con Heavy D)                      | Michael Jackson, René Moore, Bruce Swedien, Teddy Riley | Michael Jackson, Teddy Riley, Bruce Swedien | 4:08     |  |
| 4.      | «They Don't Care About Us»               | Michael Jackson                                         | Michael Jackson                             | 4:44     |  |
| 5.      | «Blood on the Dance Floor»               | Michael Jackson, Teddy Riley                            | Michael Jackson, Teddy Riley                | 4:15     |  |
| 6.      | «Stranger in Moscow»                     | Michael Jackson                                         | Michael Jackson                             | 5:45     |  |
| 7.      | «Butterflies»                            | Andre Harris, Marsha Ambrosius                          | Michael Jackson, Andre Harris               | 4:40     |  |
| 33:07   |                                          |                                                         |                                             |          |  |

### Edición internacional
| Disco 1 |                                                                                         |                                                                               |                                                                               |          |  |
| N.º     | Título                                                                                  | Escritor(es)                                                                  | Productor(es)                                                                 | Duración |  |
| 1.      | «I Want You Back» (interpretado por The Jackson 5)                                      | The Corporation (Berry Gordy, Freddie Perren, Deke Richards, Alphonzo Mizell) | The Corporation (Berry Gordy, Freddie Perren, Deke Richards, Alphonzo Mizell) | 2:58     |  |
| 2.      | «ABC» (interpretado por The Jackson 5)                                                  | The Corporation (Berry Gordy, Freddie Perren, Deke Richards, Alphonzo Mizell) | The Corporation (Berry Gordy, Freddie Perren, Deke Richards, Alphonzo Mizell) | 2:58     |  |
| 3.      | «The Love You Save» (interpretado por The Jackson 5)                                    | The Corporation (Berry Gordy, Freddie Perren, Deke Richards, Alphonzo Mizell) | The Corporation (Berry Gordy, Freddie Perren, Deke Richards, Alphonzo Mizell) | 3:05     |  |
| 4.      | «Got to Be There»                                                                       | Elliot Willensky                                                              | Hal Davis                                                                     | 3:25     |  |
| 5.      | «Rockin' Robin»                                                                         | Leon René (bajo el seudónimo de "Jimmie Thomas")                              | Mel Larson, Jerry Marcellino                                                  | 2:32     |  |
| 6.      | «Ben»                                                                                   | Walter Scharf, Don Black                                                      | The Corporation (Berry Gordy, Freddie Perren, Deke Richards, Alphonzo Mizell) | 2:46     |  |
| 7.      | «Blame It on the Boogie» (interpretado por The Jacksons)                                | Mick Jackson, David Jackson, Elmar Krohn                                      | The Jacksons                                                                  | 3:30     |  |
| 8.      | «Shake Your Body (Down to the Ground)» (Single Version) (interpretado por The Jacksons) | Michael Jackson, Randy Jackson                                                | The Jacksons                                                                  | 3:46     |  |
| 9.      | «Don't Stop 'Til You Get Enough» (Single Version)                                       | Michael Jackson                                                               | Quincy Jones, Michael Jackson                                                 | 3:56     |  |
| 10.     | «Off the Wall» (Single Version)                                                         | Rod Temperton                                                                 | Quincy Jones                                                                  | 3:46     |  |
| 11.     | «Rock with You» (Single Version)                                                        | Rod Temperton                                                                 | Quincy Jones                                                                  | 3:23     |  |
| 12.     | «She's Out of My Life»                                                                  | Tom Bahler                                                                    | Quincy Jones                                                                  | 3:37     |  |
| 13.     | «Can You Feel It» (Single Version) (interpretado por The Jacksons)                      | Michael Jackson, Jackie Jackson                                               | The Jacksons, Greg Phillinganes                                               | 3:50     |  |
| 14.     | «The Girl Is Mine» (con Paul McCartney)                                                 | Michael Jackson                                                               | Quincy Jones, Michael Jackson                                                 | 3:42     |  |
| 15.     | «Billie Jean»                                                                           | Michael Jackson                                                               | Quincy Jones, Michael Jackson                                                 | 4:54     |  |
| 16.     | «Beat It»                                                                               | Michael Jackson                                                               | Quincy Jones, Michael Jackson                                                 | 4:18     |  |
| 17.     | «Wanna Be Startin' Somethin'» (Single Version)                                          | Michael Jackson                                                               | Quincy Jones, Michael Jackson                                                 | 4:17     |  |
| 18.     | «Human Nature» (Single Version)                                                         | Steve Porcaro, John Bettis                                                    | Quincy Jones                                                                  | 3:45     |  |
| 19.     | «P.Y.T. (Pretty Young Thing)»                                                           | James Ingram, Quincy Jones                                                    | Quincy Jones                                                                  | 3:59     |  |
| 20.     | «I Just Can't Stop Loving You» (Radio Edit) (con Siedah Garrett)                        | Michael Jackson                                                               | Quincy Jones, Michael Jackson                                                 | 4:11     |  |
| 21.     | «Thriller» (2003 Edit)                                                                  | Rod Temperton                                                                 | Quincy Jones                                                                  | 5:12     |  |
| 77:42   |                                                                                         |                                                                               |                                                                               |          |  |

| Disco 2 |                                                                     |                                                                                |                                              |          |  |
| N.º     | Título                                                              | Escritor(es)                                                                   | Productor(es)                                | Duración |  |
| 1.      | «Bad»                                                               | Michael Jackson                                                                | Quincy Jones, Michael Jackson                | 4:06     |  |
| 2.      | «The Way You Make Me Feel» (Single Version)                         | Michael Jackson                                                                | Quincy Jones, Michael Jackson                | 4:26     |  |
| 3.      | «Man in the Mirror»                                                 | Siedah Garrett, Glen Ballard                                                   | Quincy Jones, Michael Jackson                | 5:18     |  |
| 4.      | «Dirty Diana»                                                       | Michael Jackson                                                                | Quincy Jones, Michael Jackson                | 4:40     |  |
| 5.      | «Another Part of Me» (Single Version)                               | Michael Jackson                                                                | Quincy Jones, Michael Jackson                | 3:46     |  |
| 6.      | «Smooth Criminal»                                                   | Michael Jackson                                                                | Quincy Jones, Michael Jackson                | 4:17     |  |
| 7.      | «Leave Me Alone»                                                    | Michael Jackson                                                                | Quincy Jones, Michael Jackson                | 4:39     |  |
| 8.      | «Black or White» (Single Version)                                   | Michael Jackson, Bill Bottrell (letras de rap)                                 | Michael Jackson, Bill Bottrell               | 3:21     |  |
| 9.      | «Remember the Time»                                                 | Michael Jackson, Teddy Riley, Bernard Belle                                    | Michael Jackson, Teddy Riley                 | 3:59     |  |
| 10.     | «In the Closet» (Single Version) (con Princesa Estefanía de Mónaco) | Michael Jackson, Teddy Riley                                                   | Michael Jackson, Teddy Riley                 | 4:48     |  |
| 11.     | «Who Is It» (Single Version)                                        | Michael Jackson                                                                | Michael Jackson, Bill Bottrell               | 3:59     |  |
| 12.     | «Heal the World»                                                    | Michael Jackson                                                                | Michael Jackson, Bruce Swedien               | 6:24     |  |
| 13.     | «Will You Be There» (Radio Edit)                                    | Michael Jackson                                                                | Michael Jackson, Bruce Swedien               | 3:40     |  |
| 14.     | «You Are Not Alone» (Album Edit)                                    | R. Kelly                                                                       | Michael Jackson, R. Kelly                    | 4:55     |  |
| 15.     | «Earth Song» (Radio Edit)                                           | Michael Jackson                                                                | Michael Jackson, David Foster, Bill Bottrell | 5:01     |  |
| 16.     | «They Don't Care About Us»                                          | Michael Jackson                                                                | Michael Jackson                              | 4:44     |  |
| 17.     | «You Rock My World» (Album Edit)                                    | Michael Jackson, Rodney Jerkins, Fred Jerkins III, LaShawn Daniels, Nora Payne | Michael Jackson, Rodney Jerkins              | 5:08     |  |
| 77:24   |                                                                     |                                                                                |                                              |          |  |

### Edición japonesa
| Disco 1 |                                                                                         |                                                                               |                                                                               |          |  |
| N.º     | Título                                                                                  | Escritor(es)                                                                  | Productor(es)                                                                 | Duración |  |
| 1.      | «I Want You Back» (interpretado por The Jackson 5)                                      | The Corporation (Berry Gordy, Freddie Perren, Deke Richards, Alphonzo Mizell) | The Corporation (Berry Gordy, Freddie Perren, Deke Richards, Alphonzo Mizell) | 2:58     |  |
| 2.      | «ABC» (interpretado por The Jackson 5)                                                  | The Corporation (Berry Gordy, Freddie Perren, Deke Richards, Alphonzo Mizell) | The Corporation (Berry Gordy, Freddie Perren, Deke Richards, Alphonzo Mizell) | 2:58     |  |
| 3.      | «The Love You Save» (interpretado por The Jackson 5)                                    | The Corporation (Berry Gordy, Freddie Perren, Deke Richards, Alphonzo Mizell) | The Corporation (Berry Gordy, Freddie Perren, Deke Richards, Alphonzo Mizell) | 3:05     |  |
| 4.      | «Got to Be There»                                                                       | Elliot Willensky                                                              | Hal Davis                                                                     | 3:25     |  |
| 5.      | «Rockin' Robin»                                                                         | Leon René (bajo el seudónimo de "Jimmie Thomas")                              | Mel Larson, Jerry Marcellino                                                  | 2:32     |  |
| 6.      | «Ben»                                                                                   | Walter Scharf, Don Black                                                      | The Corporation (Berry Gordy, Freddie Perren, Deke Richards, Alphonzo Mizell) | 2:46     |  |
| 7.      | «Blame It on the Boogie» (interpretado por The Jacksons)                                | Mick Jackson, David Jackson, Elmar Krohn                                      | The Jacksons                                                                  | 3:30     |  |
| 8.      | «Shake Your Body (Down to the Ground)» (Single Version) (interpretado por The Jacksons) | Michael Jackson, Randy Jackson                                                | The Jacksons                                                                  | 3:46     |  |
| 9.      | «Don't Stop 'Til You Get Enough» (Single Version)                                       | Michael Jackson                                                               | Quincy Jones, Michael Jackson                                                 | 3:56     |  |
| 10.     | «Off the Wall» (Single Version)                                                         | Rod Temperton                                                                 | Quincy Jones                                                                  | 3:46     |  |
| 11.     | «Rock with You» (Single Version)                                                        | Rod Temperton                                                                 | Quincy Jones                                                                  | 3:23     |  |
| 12.     | «She's Out of My Life»                                                                  | Tom Bahler                                                                    | Quincy Jones                                                                  | 3:37     |  |
| 13.     | «Can You Feel It» (Single Version) (interpretado por The Jacksons)                      | Michael Jackson, Jackie Jackson                                               | The Jacksons, Greg Phillinganes                                               | 3:50     |  |
| 14.     | «The Girl Is Mine» (con Paul McCartney)                                                 | Michael Jackson                                                               | Quincy Jones, Michael Jackson                                                 | 3:42     |  |
| 15.     | «Billie Jean»                                                                           | Michael Jackson                                                               | Quincy Jones, Michael Jackson                                                 | 4:54     |  |
| 16.     | «Beat It»                                                                               | Michael Jackson                                                               | Quincy Jones, Michael Jackson                                                 | 4:18     |  |
| 17.     | «Wanna Be Startin' Somethin'» (Single Version)                                          | Michael Jackson                                                               | Quincy Jones, Michael Jackson                                                 | 4:17     |  |
| 18.     | «Human Nature» (Single Version)                                                         | Steve Porcaro, John Bettis                                                    | Quincy Jones                                                                  | 3:45     |  |
| 19.     | «P.Y.T. (Pretty Young Thing)»                                                           | James Ingram, Quincy Jones                                                    | Quincy Jones                                                                  | 3:59     |  |
| 20.     | «I Just Can't Stop Loving You» (Radio Edit) (con Siedah Garrett)                        | Michael Jackson                                                               | Quincy Jones, Michael Jackson                                                 | 4:11     |  |
| 21.     | «Thriller» (2003 Edit)                                                                  | Rod Temperton                                                                 | Quincy Jones                                                                  | 5:12     |  |
| 77:42   |                                                                                         |                                                                               |                                                                               |          |  |

| Disco 2 |                                                                     |                                                                                |                                 |          |  |
| N.º     | Título                                                              | Escritor(es)                                                                   | Productor(es)                   | Duración |  |
| 1.      | «Bad»                                                               | Michael Jackson                                                                | Quincy Jones, Michael Jackson   | 4:06     |  |
| 2.      | «The Way You Make Me Feel» (Single Version)                         | Michael Jackson                                                                | Quincy Jones, Michael Jackson   | 4:26     |  |
| 3.      | «Man in the Mirror»                                                 | Siedah Garrett, Glen Ballard                                                   | Quincy Jones, Michael Jackson   | 5:18     |  |
| 4.      | «Dirty Diana»                                                       | Michael Jackson                                                                | Quincy Jones, Michael Jackson   | 4:40     |  |
| 5.      | «Another Part of Me» (Single Version)                               | Michael Jackson                                                                | Quincy Jones, Michael Jackson   | 3:46     |  |
| 6.      | «Smooth Criminal»                                                   | Michael Jackson                                                                | Quincy Jones, Michael Jackson   | 4:17     |  |
| 7.      | «Leave Me Alone»                                                    | Michael Jackson                                                                | Quincy Jones, Michael Jackson   | 4:39     |  |
| 8.      | «Black or White» (Single Version)                                   | Michael Jackson, Bill Bottrell (letras de rap)                                 | Michael Jackson, Bill Bottrell  | 3:21     |  |
| 9.      | «Remember the Time»                                                 | Michael Jackson, Teddy Riley, Bernard Belle                                    | Michael Jackson, Teddy Riley    | 3:59     |  |
| 10.     | «In the Closet» (Single Version) (con Princesa Estefanía de Mónaco) | Michael Jackson, Teddy Riley                                                   | Michael Jackson, Teddy Riley    | 4:48     |  |
| 11.     | «Who Is It» (Single Version)                                        | Michael Jackson                                                                | Michael Jackson, Bill Bottrell  | 3:59     |  |
| 12.     | «Heal the World»                                                    | Michael Jackson                                                                | Michael Jackson, Bruce Swedien  | 6:24     |  |
| 13.     | «Will You Be There» (Radio Edit)                                    | Michael Jackson                                                                | Michael Jackson, Bruce Swedien  | 3:40     |  |
| 14.     | «You Are Not Alone» (Album Edit)                                    | R. Kelly                                                                       | Michael Jackson, R. Kelly       | 4:55     |  |
| 15.     | «Blood on the Dance Floor»                                          | Michael Jackson, Teddy Riley                                                   | Michael Jackson, Teddy Riley    | 4:15     |  |
| 16.     | «One More Chance»                                                   | R. Kelly                                                                       | Michael Jackson, R. Kelly       | 3:49     |  |
| 17.     | «You Rock My World» (Album Edit)                                    | Michael Jackson, Rodney Jerkins, Fred Jerkins III, LaShawn Daniels, Nora Payne | Michael Jackson, Rodney Jerkins | 5:08     |  |
| 75:43   |                                                                     |                                                                                |                                 |          |  |

## Certificaciones
| País           | Certificación         |
| -------------- | --------------------- |
| Australia      | 2x Platino            |
| Bélgica        | Oro                   |
| Francia        | 2x Oro                |
| Irlanda        | Platino               |
| Nueva Zelanda  | Platino               |
| Suiza          | Oro                   |
| Turquía        | Oro                   |
| Reino Unido    | 300.000 copias        |
| Estados Unidos | Más de 420.000 copias |

| Predecesor: Number Ones de Michael Jackson | UK Albums Chart — Álbum N° 1 5 de julio de 2009 — 22 de agosto de 2009 | Sucesor: Ready for the Weekend de Calvin Harris |

- Datos: Q782406